# حارة عمار بن ياسر (صنعاء)
حارة عمار بن ياسر هي إحدى حارات حي معين بمديرية معين إحد مديريات العاصمة اليمنية صنعاء، بلغ تعداد سكانها 1502 نسمة حسب تعداد اليمن لعام 2004.